# Красный (Лабинский район)
Красный — посёлок в Лабинском районе Краснодарского края России. Входит в состав Вознесенского сельского поселения.

## География
Посёлок расположен у реки Грязнуха 3-я, в 9 км восточнее административного центра поселения — станицы Вознесенской.

### Улицы
| - ул. Гагарина, - ул. Горная, - ул. Жукова, - ул. Зелёная, - ул. Красная, - ул. Ленина, - ул. Мира, | - ул. Молодёжная, - ул. Победы, - ул. Садовая, - ул. Свободы, - ул. Советская, - ул. Фурманова, - ул. Школьная. |

## Население
| 2002 | 2010 |
| ---- | ---- |
| 1014 | ↘967 |

## Известные жители
В селе проживает Мария Егоровна Резникова (род. 1929) — советский передовик производства в сельском хозяйстве, Герой Социалистического Труда (1971).

## Инфраструктура
Личное подсобное хозяйство.

## Транспорт
Автомобильный транспорт. Подходит автодорога 03 ОП РЗ 03К-325 «Подъезд к п. Красный».
Остановка общественного транспорта «Красный».